# BSI SA
Die BSI SA war eine Bank im Kanton Tessin. Das 1873 in Lugano als Banca della Svizzera Italiana gegründete Bankinstitut wurde 2014 von der Brasilianischen Gruppe BTG Pactual für 1.7 Milliarden Dollar gekauft. Im Mai 2016 wurde ihre Auflösung verfügt. Zum Zeitpunkt ihrer Auflösung war die BSI SA die älteste Bank im Kanton Tessin.
BSI konzentrierte seine Geschäftstätigkeit auf das Private Banking und die Vermögensverwaltung. Als international tätige Bank war die BSI SA mit einem Netz von 31 Niederlassungen und Tochtergesellschaften in Europa, Fernost sowie Mittel- und Südamerika vertreten. Das Unternehmen beschäftigte auf Ende 2014 1928 Mitarbeiter und verwaltete Vermögen in der Höhe von rund 91 Milliarden Schweizer Franken.

## Geschichte

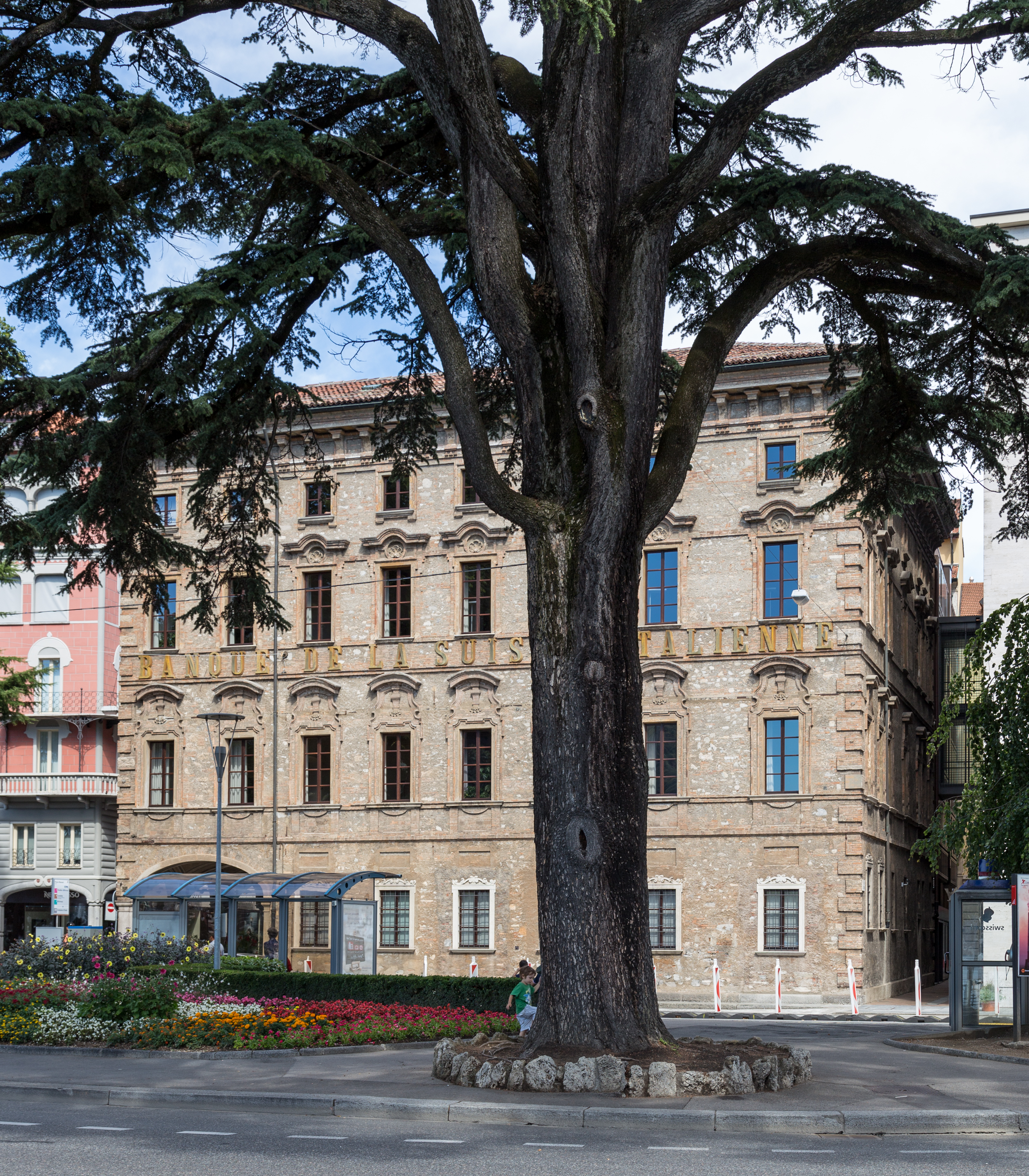
Sitz der BSI in Lugano (2013)

Am 15. Mai 1873 eröffnete die erste Filiale der Banca della Svizzera Italiana auf der Piazza della Riforma in Lugano. Ein Jahr später wurde eine Niederlassung in Locarno eröffnet, die 1914 ebenfalls zu einer Filiale wurde; es folgten Filialen in Bellinzona, Mendrisio und Chiasso. Im Jahr 1935 kam eine Niederlassung in Zürich hinzu. Ab 1969 führte die Bank eine internationale Expansion durch, 1973 eröffnete eine Niederlassung in St. Moritz, ab 1975 dehnte die Bank ihren Wirkungskreis auf die französische Schweiz aus, 1976 eröffnete die erste südamerikanische Vertretung in Caracas, 1981 folgte die Vertretung in Hongkong und ab 1988 dehnte die Bank die Geschäftstätigkeit auf das Fürstentum Monaco aus.
Im Jahr 1991 wurde die Banca della Svizzera Italiana von dem Schweizerischen Bankverein übernommen, der seine Aktivitäten auf die Vermögensverwaltung konzentrierte. Der Konzentrationsprozess in der Schweizer Bankenlandschaft setzte sich fort und nach der Fusion der SBS mit der UBS verlangte die Schweizerische Bankiervereinigung als Bedingung für die Fusion den Verkauf der Banca della Svizzera Italiana. Im Jahr 1998 wurde Assicurazioni Generali Alleinaktionärin und per 1. Januar 2000 wurde die Banca della Svizzera Italiana BSI SA umbenannt. Im Jahr 2006 übernahm die BSI die Banca Unione di Credito und 2008 die Banca del Gottardo.
Im Juli 2014 gab die brasilianische Bankengruppe BTG Pactual bekannt, dass sie die BSI als Tochtergesellschaft zu 100 Prozent übernehmen; im September 2015 war der Vorgang abgeschlossen. Wegen Verstosses gegen Geldwäschereivorschriften verfügte 2016 die Eidgenössische Finanzmarktaufsicht Finma die Auflösung der Bank und zog «ungerechtfertigt erzielten Gewinn» von 95 Millionen Franken ein; die Bundesanwaltschaft eröffnete ein Strafverfahren; über die Filiale in Singapur wurde die Schliessung verordnet. Das Unternehmen wurde in die Zürcher Privatbank EFG integriert.